# Italia sera
Italia Sera è stato un programma televisivo italiano di approfondimento, trasmesso quotidianamente su Rai 1, dal lunedì al venerdì, alle 19:00. In onda a partire dal 28 febbraio 1983, si concluse il 27 giugno 1986 per poi riprendere nel 1995.
Il programma era in diretta dallo studio 3 di Via Teulada a Roma. Per un periodo, presumibilmente nella stagione 1983-1984, venne utilizzato lo studio 5 in condivisione con Pronto, Raffaella? che non usava tutto lo studio ma circa la metà.

## Caratteristiche
Diretto da Lucio Testa, fu condotto da Enrica Bonaccorti con Mino Damato (dal 28 febbraio al 3 giugno 1983 e dal 31 ottobre 1983 al 1º giugno 1984) e con Piero Badaloni (dal 5 novembre 1984 al 28 giugno 1985). La quarta edizione (20 gennaio-27 giugno 1986) venne condotta solo da Piero Badaloni, a causa dello spostamento della Bonaccorti a Pronto, chi gioca?.
Striscia quotidiana, conquistò nel 1984 e nel 1985 il Telegatto nella categoria "Miglior trasmissione di attualità e cultura".
Recentemente Enrica Bonaccorti ha reso noto che negli archivi Rai non è conservata neanche una puntata del programma televisivo, poiché risultano assenti le copie master in archivio. Vi sono però le registrazioni da emessi.

## Edizioni dal 1995 al 1997
Il 6 febbraio 1995 - dopo 9 anni - la trasmissione tornò in onda nella sua quinta edizione, invariata nella formula (quattro servizi, un collegamento in esterna, un'intervista e un ospite), curata dalla redazione del TG1 e condotta da Paolo Di Giannantonio. Nella stagione 1995-1996 andò in onda la sesta edizione del programma, invariata nella formula, e la settima edizione, nella stagione 1996-1997, vide la conduzione di Luca Giurato.

## 1997-2000:Prima - La cronaca prima di tutto
Dall'ottava stagione, per contrastare la trasmissione concorrente Verissimo in onda su Canale 5, il rotocalco del tardo pomeriggio di Rai 1 subì un restyling incentrato sul cambiamento del titolo: non più Italia Sera, ma Prima - La cronaca prima di tutto. Venne condotto nell'ottava stagione (1997-1998) da David Sassoli e Barbara Modesti e nella nona stagione (1998-1999) in solitaria da Sassoli, infine nella decima e penultima stagione (1999-2000) da Filippo Gaudenzi e Simonetta Martone.

## Edizione 2011
A partire dal settembre 2011 tornò in onda un rotocalco di approfondimento, che riprendeva il titolo Italia Sera ma si differenziava per il format: curato e trasmesso dalla redazione di Rai News in collaborazione con la TGR, andò in onda dalle 22:30. Esso accorpava e sintetizzava le notizie dei tg regionali italiani, regione per regione.
La programmazione di un tale approfondimento ha dato luogo a ripetute agitazioni sindacali delle redazioni giornalistiche di Rai News (che contestavano la scelta aziendale di imporre unilateralmente alla testata all-news la cessione di spazi di palinsesto) e della TGR (che, oltre a condividere le ragioni di Rai News, riteneva il programma penalizzante, perché accentrava e impoveriva l'informazione regionale). Il programma è stato chiuso nel mese di dicembre 2011.